# TLA (rete televisiva)
Tele Luisa Abbaneo (da cui deriva l'acronimo TLA) è stata un'emittente televisiva campana fondata a Ottaviano negli anni '80 da Luisa Abbaneo, sorella di Alfredo Abbaneo, fondatore del gruppo Tele A.
In epoca analogica era trasmessa dalla postazione di Monte Faito sul canale A della prima banda VHF, e grazie all'ampio parco di antenne di prima banda installato in Campania, poiché della stessa postazione Raiuno era trasmesso sul canale B della VHF I, riusciva così ad essere sintonizzata in un ampio bacino. Successivamente, in seguito al passaggio alla tecnologia digitale effettuato in Campania nel dicembre 2009, e la conseguente dismissione della prima banda VHF, è stato assegnato a TLA il canale UHF 43.
Originariamente autorizzata solo per il bacino provinciale di Napoli, nel corso del 2011 ha acquisito la storica emittente sannita Cds Tv, estendendo così la copertura del proprio network a tutta la Campania.
| Controllo di autorità | VIAF (EN) 305186416 |